# Marian Burguès i Serra
Marian Burguès i Serra (o Marià) (Sabadell, 1 d'agost de 1851 - 20 de novembre de 1932) va ser un ceramista i lliurepensador català, fundador del Faianç Català i autor de Sabadell del meu record (1929).

## Biografia
Fou el fill gran dels deu que van tenir el matrimoni format per Marià Burguès Soldevila, terrisser procedent de Parets del Vallès, i Maria Serra, establerts al carrer de la Creueta de Sabadell. Acabats els estudis primaris, als 9 anys començà l'aprenentatge artesanal al taller del seu pare fins que als 17 se n'anà a Mataró a perfeccionar l'ofici. El 1870, després d'intervenir en la revolta popular contra les quintes, per evitar represàlies i esquivar el servei militar abandonà el país i se n'anà a Tuïr, que aleshores era un gran centre de producció ceràmica.
Amb l'adveniment de la Primera República i l'abolició de les quintes tornà a Sabadell, però aviat la Restauració borbònica l'obligà altre cop a fugir del país per evitar l'allistament a la Milícia. Aleshores se n'anà a Coïmbra, ciutat coneguda per les seves indústries ceràmiques. Després d'una temporada a la ciutat portuguesa, s'anà apropant a casa. Primer va fer estada a Muel, on perfeccionà l'art de la faiança, i després a Manises, on va aprendre la tècnica dels reflexos metàl·lics. Amb aquest bagatge, i aprofitant un nou indult als desertors, el 1876 tornà a Sabadell i capgirà la manufactura terrissera familiar. Va ser en aquesta època que, interessat pel dibuix i la pintura, va intervenir en els inicis de l'Acadèmia de Belles Arts de Sabadell, quan no era sinó una secció de l'Ateneu Sabadellenc i anaven d'excursió els diumenges a pintar i dibuixar en plena natura. Així, per exemple, va participar amb dues aquarel·les en l'exposició que l'Acadèmia va fer a l'Ateneu Sabadellenc l'any 1887 Consta que el 1889 exposava a l'aparador de la botiga de Cosme Cuberta, de Sabadell, un gran gerro pintat per Francesc Pulit i Tiana i que al maig del mateix any exposava a l'Ateneu Sabadellenc cinc paisatges a l'oli i una col·lecció de gerros i testos de ceràmica. En l'exposició que el 1890 va fer l'Acadèmia a l'Ateneu Sabadellenc va presentar diferents paisatges i gerros.
L'any 1891 va participar en la Primera Exposició General de Belles Arts de Barcelona amb un paisatge a l'oli (núm. cat. 74).
El 1896 muntà una fàbrica de faiança al seu taller del carrer de la Creueta i l'any següent obrí la primera botiga de Faianç Català a Sabadell. El 1901, en col·laboració amb el seu nebot Santiago Segura, inaugurà el Faians de Barcelona però la fàbrica de faiança aviat va fer fallida i Burguès s'arruïnà. S'obrí aleshores una etapa d'anades i vingudes a la Bisbal i a Caldes, fins que el 1919 retornà definitivament a Sabadell, on els amics l'ajudaren a aixecar forn i cobert al barri de la Creu Alta. Així, l'any 1922 exposà les seves ceràmiques al Círcol Republicà Federal de la ciutat i el 1923 ho feu a l'Acadèmia de Belles Arts. El 1925 participà a l'exposició col·lectiva anual de l'Acadèmia amb una aquarel·la representant un forn de ceràmica i un conjunt de peces.
Marian Burguès estava casat amb Dolors Cañomeras i Armengol i el matrimoni va tenir nou fills: Actínia, Adelfa, Edison, Pradial, Fratern, Lliure, Safir, Floreal i Frimari (el fill petit, nascut el 29 de gener de 1902).
Burguès era un conferenciant brillant, un apassionat per les belles arts i un gran divulgador de l'art de la ceràmica. Col·laborà en el periòdic anarquista Los Desheredados, que dirigí entre 1883 i 1884, en el setmanari L'Avenir, en el Diari de Sabadell i en El Poble.
En l'Almanac de les Arts de 1924 es va reproduir un text titulat Sabadell del meu record, amb il·lustracions seves, i una llar de foc en faianç del mateix model que la que va fer per al pintor Joan Vila Cinca.
L'any 1932, el seu taller de terrissaire va esdevenir l'Escola Municipal de Ceràmica.
Morí el 20 de novembre de 1932 i l'ajuntament acordà donar el seu nom al carrer del Foment, on tenia casa i taller. Però el 1939 va ser retirat per recuperar el nom antic, fins que el 1942 l'ajuntament de Josep M. Marcet va decidir donar-li el nom de Vila Cinca que encara porta avui. No va ser fins al 1979 que el nomenclàtor urbà recuperà Marian Burguès, en un carreró de la Creu Alta, substituint un dels militars que s'havien aixecat contra la República.

## Obra
Es conserva obra de Marian Burguès al Terracotta. Museu de Terrissa i de Ceràmica Industrial de la Bisbal, al Museu de Mataró, al Museu d'Història de Sabadell i al Museu d'Art de Sabadell.

## Publicacions
- Estudis de terrissa catalana. Precedits d'un preliminar sobre les bases científiques de la ceràmica. [Edició facsímil]. Sabadell: 1982. Ajuntament de Sabadell. Alta Fulla
- Sabadell del meu record. Cinquanta anys d'història anecdòtica local. Sabadell. 1929. Joan Sallent, impressor